# Ê

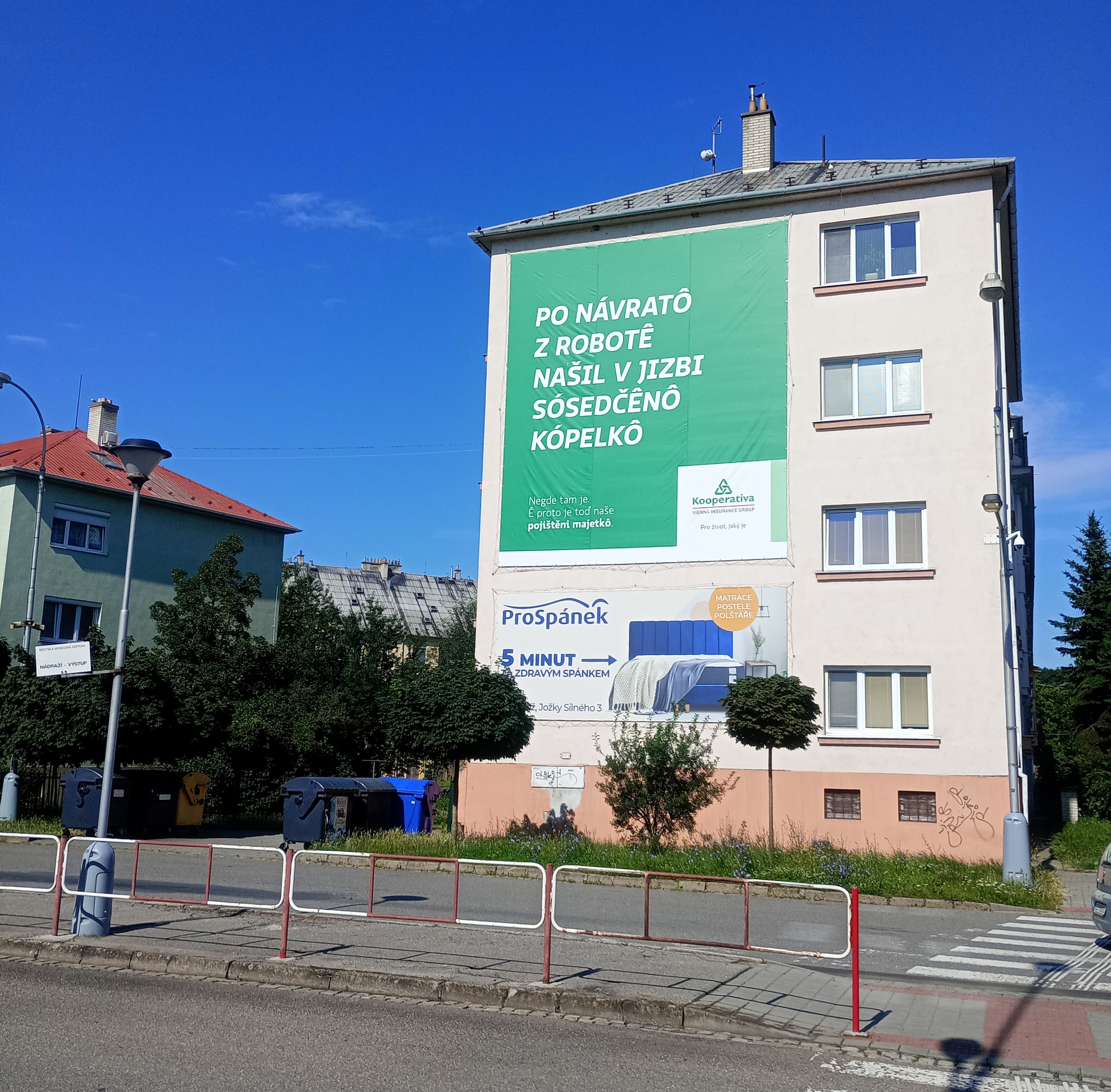
Písmeno Ê viditelné na reklamním plakátě psaném v hanáckém nářečí, Kroměříž

Ê (minuskule ê) je speciální znak latinky, které se nazývá E s cirkumflexem. Používá se ve francouzštině, portugalštině, afrikánštině, furlanštině, kurdištině, norštině (nynorsk), vietnamštině a velštině. Někdy se také používá v neoficiálních zápisech hanáckého nářečí a také v některých přepisech čínštiny, ukrajinštiny a perštiny do latinky.

## Využití
- Ve francouzštině se Ê používá ve slovech, kde se písmeno E nemá vyslovovat jako šva, ale jako polootevřená přední nezaokrouhlená samohláska. Používá se místo È ve slovech, kde se ve starším zápisu psalo ES.[1]
- V portugalštině Ê značí přízvučné E v případech, kdy nelze ze zápisu přirozeně určit, kde by se měl přízvuk nacházet. V brazilské portugalštině se Ê také píše na konec kořenů slov končících na E (například Guinê-Bissau).[2]
- V afrikánštině se Ê vyslovuje buď jako /ɛː/ nebo /æː/.[3]
- Ve furlanštině se Ê vyslovuje buď jako /eː/ nebo /ɛː/.[4]
- V kurdštině se Ê vyslovuje jako e.[5]
- V norštině (nynorsk) se Ê nahrazuje sekvenci eð ze staré severštiny.[6]
- V vietnamštině se Ê vyslovuje jako e.[7]
- V velštině se Ê vyslovuje jako dlouhé přízvučné e.[8]
- V některých zápisech hanáckého nářečí Ê značí hlásku O vyslovovanou široce.[9]

## Unicode
V Unicode mají písmena Ê a ê tyto kódy:
- Ê U+00CA
- ê U+00EA